# Pomeni imen asteroidov: 1001–1500
Pregled pomenov imen asteroidov (malih planetov) od številke 1001 do 1500. Pregled je preverjen z Schmadelovim Slovarjem imen malih planetov (Dictionary of Minor Planet Names) in njegovim predhodnikom Imena malih planetov  (The Names of the Minor Planets), ki ga je pripravil Paul Herget (označeno s [H]).
| Ime                | Začasna oznaka | Izvor imena |
| 1001–1100          | 1001–1100      | 1001–1100 |
| ------------------ | -------------- | --- |
| 1001 Gaussia       | 1923 OA        | Carl Friedrich Gauss, nemški matematik [H] |
| 1002 Olbersija     | 1923 OB        | Heinrich Olbers, nemški astronom [H] |
| 1003 Lilofee       | 1923 OK        | nemška legendarna oseba (glej Josef Magnus Wehner) [H] |
| 1004 Belopolskya   | 1923 OS        | Aristarh Apolonovič Belopolski, ruski astrofizik [H] |
| 1005 Arago         | 1923 OT        | François Jean Dominique Arago, francoski astronom [H] |
| 1006 Lagrangea     | 1923 OU        | Joseph Louis Lagrange, francoski astronom [H] |
| 1007 Pawlowia      | 1923 OX        | Ivan Pavlov, ruski fiziolog † Arhivirano 2012-07-17 na Wayback Machine. [H] |
| 1008 La Paz        | 1923 PD        | La Paz, Bolivija [H] |
| 1009 Sirene        | 1923 PE        | Sirena iz grške mitologije [H] |
| 1010 Marlene       | 1923 PF        | Marlene Dietrich, nemška igralka[H] |
| 1011 Laodamia      | 1924 PK        | "Imenovan na zahtevo Kommendantoffa" [H] |
| 1012 Sarema        | 1924 PM        | oseba v pesmi Aleksandra Sergejeviča Puškina (kot opero jo je pripravil avstrijski skladatelj Alexander von Zemlinsky: Sarema – Roža iz Kavkaza) [H] |
| 1013 Tombecka      | 1924 PQ        | Daniel Tombeck, francoski kemik, ki je leta 1910 nasledil Amédéa Guilleta kot tajnik na Fakulteti za znanost Univerze v Parizu [H] |
| 1014 Semphyra      | 1924 PW        | oseba v pesmi Aleksandra Sergejeviča Puškina [H] |
| 1015 Christa       | 1924 QF        | vzdevek za žensko [H] |
| 1016 Anitra        | 1924 QG        | vzdevek za žensko [H] |
| 1017 Jacqueline    | 1924 QL        | Jacqueline Zadoc-Kahn, učenka odkritelja [H] |
| 1018 Arnolda       | 1924 QM        | Arnold Berliner, izdajalec revije Naturwissenschaften [H] |
| 1019 Strackea      | 1924 QN        | Gustav Stracke, nemški astronom (glej tudi 1201 Strenua in 1227 Geranium) [H] |
| 1020 Arcadia       | 1924 QV        | Arcadia, mitološki grški prostor, v moderni Grčiji provinca [H] |
| 1021 Flammario     | 1924 RG        | Nicolas Camille Flammarion, francoski astronom [H] |
| 1022 Olympiada     | 1924 RT        | Olimpijske igre ([H] nima pojasnila) |
| 1023 Thomana       | 1924 RU        | deški zbor v cerkvi Svetega Tomaža v Leipzigu, Nemčija [H] |
| 1024 Hale          | 1923 YO13      | George Ellery Hale, ameriški astronom [H] |
| 1025 Riema         | 1923 NX        | Johannes Karl Richard Riem, nemški astronom [H] |
| 1026 Ingrid        | 1923 NY        | Nečakinja nemškega astronoma Albrechta Kahrstedta [H] |
| 1027 Aesculapia    | 1923 YO11      | Asklepij, bog medicine in zdravljenja v grški mitologiji; imenovan zaradi obljube Jupitra Minervi, da bo postavil Asklepija med zvezde [H] |
| 1028 Lydina        | 1923 PG        | ([H] nima pojasnila) |
| 1029 La Plata      | 1924 RK        | La Plata, Argentina [H] |
| 1030 Vitja         | 1924 RQ        | Viktor Zaslavski, ruski junak iz Druge svetovne vojne |
| 1031 Arctica       | 1924 RR        | Arktika [H] |
| 1032 Pafuri        | 1924 SA        | reka Pafuri na severu Transvaala, Južna Afrika [H] |
| 1033 Simona        | 1924 SM        | Simone van Biesbroeck, odkriteljeva hčerka, ki se je poročila z Johnom Titusom [H] |
| 1034 Mozartia      | 1924 SS        | Wolfgang Amadeus Mozart, nemški skladatelj [H] |
| 1035 Amata         | 1924 SW        | ([H] nima pojasnila) |
| 1036 Ganymed       | 1924 TD        | Ganimed, točaj v grški mitologiji ([H] nima pojasnila) |
| 1037 Davidweilla   | 1924 TF        | član družine David-Weill, član Akademije znanosti in dobrotnik Sorbona [H] |
| 1038 Tuckia        | 1924 TK        | gospod in gospa (Edward Tuck), filantropa; Edward je bil sin ustanovitelja ameriške Republikanske stranke [H] |
| 1039 Sonneberga    | 1924 TL        | Observatorij Sonneberg [H] |
| 1040 Klumpkea      | 1925 BD        | Dorothea Klumpke Roberts, ameriška ljubiteljska astronomka, prva ženska, ki je dobila doktorat v matematiki na Sorboni [H] |
| 1041 Asta          | 1925 FA        | "verjetno je ime predlagal Gustav Stracke" [H] |
| 1042 Amazone       | 1925 HA        | reka Amazonka ("ime je predlagal Gustav Stracke" [H]) |
| 1043 Beate         | 1925 HB        | "imenoval ga je Gustav Stracke" [H] |
| 1044 Teutonia      | 1924 RO        | Tevtonci (tudi Tevtoni), germanska plemena (tako so jih imenovali grški in rimski avtorji) ("asteroid je imenoval Gustav Stracke" [H]) |
| 1045 Michela       | 1924 TR        | Micheline van Biesbroeck, odkriteljeva hčerka [H] |
| 1046 Edwin         | 1924 UA        | Edwin van Biesbroeck, odkriteljev sin [H] |
| 1047 Geisha        | 1924 TE        | gejša, japonska ženska za zabavo; [H] navaja, da je dobil asteroid ime po operi z istim imenom, kar verjetno pomeni glasbeno komedijo Gejša Sidneya Jonesa |
| 1048 Feodosia      | 1924 TP        | kraj Feodozija (Theodosia) na Krimu, Ukrajina ([H] samo navaja "ime je predlagal določevalec tirnic I. Putilin" |
| 1049 Gotho         | 1925 RB        | nemški moški vzdevek [H] |
| 1050 Meta          | 1925 RC        | nemški ženski vzdevek [H] |
| 1051 Merope        | 1925 SA        | Merope, muza in boginja v grški mitologiji [H] |
| 1052 Belgica       | 1925 VD        | Belgija [H] |
| 1053 Vigdis        | 1925 WA        | Vigdís je starodavni skandinavski in islandski ženski vzdevek, ki pomeni "boginja vojne" |
| 1054 Forsytia      | 1925 WD        | rod cvetočega grmovja z imenom Forsythia [H] |
| 1055 Tynka         | 1925 WG        | mati Emila Bucharja iz Instituta za astronomijo in geofiziko na Tehnični univerzi v Pragi [H] |
| 1056 Azalea        | 1924 QD        | rod azalej cvetoči grmi, danes ga uvrščajo v podrazred z imenom Rhododendron [H] |
| 1057 Wanda         | 1925 QB        | poljsko žensko ime [H] |
| 1058 Grubba        | 1925 MA        | Howard Grubb Newcastle na Tini Anglija, izdelovalec 40-palčnega telskopa na Observatoriju Simeisu [H] |
| 1059 Mussorgskia   | 1925 OA        | Modest Petrovič Musorgski, ruski skladatelj [H] |
| 1060 Magnolia      | 1925 PA        | rod cvetočih dreves z imenom Magnolia [H] |
| 1061 Paeonia       | 1925 TB        | rod cvetočih rastlin z imenom Paeonia (potonike) [H] |
| 1062 Ljuba         | 1925 TD        | ruski ženski vzdevek [H] |
| 1063 Aquilegia     | 1925 XA        | rod cvetočih rastlin z imenom Aquilegia (orlice) [H] |
| 1064 Aethusa       | 1926 PA        | rastline iz rodu Aethusa [H] |
| 1065 Amundsenia    | 1926 PD        | Roald Amundsen, polarni raziskovalec [H] |
| 1066 Lobelia       | 1926 RA        | rože iz rodu Lobelia [H] |
| 1067 Lunaria       | 1926 RG        | cvetoče rastline iz rodu Lunaria [H] |
| 1068 Nofretete     | 1926 RK        | Nefertiti, žena egipčanskega faraona Amenhotepa IV. [H] |
| 1069 Planckia      | 1927 BC        | Max Planck, nemški fizik in Nobelov nagrajenec, ob 80-ti obletnici rojstva [H] |
| 1070 Tunica        | 1926 RB        | cvetoče rastline iz rodu Tunica ([H] nima pojasnila) |
| 1071 Brita         | 1924 RE        | ([H] nima pojasnila) |
| 1072 Malva         | 1926 TA        | rastline iz rodu Malva ( slez ) [H] |
| 1073 Gellivara     | 1923 OW        | mesto Gällivare, Švedska, provinca Lapland, kjer je 29. junija 1927 mednarodna skupina astronomov opazovala popolni Sončev mrk [H] |
| 1074 Beljawskya    | 1925 BE        | Sergej Ivanovič Beljavski, ruski astronom [H] |
| 1075 Helina        | 1926 SC        | verjetno iz ruskega ženskega vzdevka Helina, "svetloba Sonca" ([H] pripisuje ime rodu rož z imenom Helina, toda takšen rod ne obstoja) |
| 1076 Viola         | 1926 TE        | skupina rož (vijolice, mačehe) iz rodu Viola [H] |
| 1077 Campanula     | 1926 TK        | rože iz rodu Campanula [H] |
| 1078 Mentha        | 1926 XB        | rastline iz rodu Mentha (meta) [H] |
| 1079 Mimosa        | 1927 AD        | rod ratlin Mimosa (odkritelj je verjetno mislil albicijo (Albizia julibrissin), ker navaja »cvetoče drevo« [H] |
| 1080 Orchis        | 1927 QB        | rod rož z imenom Orchis [H] |
| 1081 Reseda        | 1927 QF        | rastlina iz rodu z imenom Reseda [H] |
| 1082 Pirola        | 1927 UC        | zimzelene rastline iz rodu z imenom Pirola' [H] |
| 1083 Salvia        | 1928 BC        | žajbelj, rod Salvia [H] |
| 1084 Tamariwa      | 1926 CC        | Tamara Ivanova, sovjetska padalka [H] |
| 1085 Amaryllis     | 1927 QH        | rože iz rodu Amaryllis (amarilisi)[H] |
| 1086 Nata          | 1927 QL        | ruski žensko ime, pomanjševalnica imena Natalija (primer: Nata Babuškina, sovjetska padalka) [H] |
| 1087 Arabis        | 1927 RD        | rastline iz rodu Arabis [H] |
| 1088 Mitaka        | 1927 WA        | kraj Mitaka, Japonska, kjer stoji Astronomski observatorij Tokio [H] |
| 1089 Tama          | 1927 WB        | reka Tama, Japonska, ki teče blizu Astronomskega observatorija Tokio [H] |
| 1090 Sumida        | 1928 DG        | reka Sumidagava, Tokio [H] |
| 1091 Spiraea       | 1928 DT        | cvetoče grmovje iz rodu Spiraea [H] |
| 1092 Lilium        | 1924 PN        | roža lilija, rodu Lilium [H] |
| 1093 Freda         | 1925 LA        | Fred Prévost, rudarski inženir in dobrotnik Fakultete za znanost v Bordeauxu [H] |
| 1094 Siberia       | 1926 CB        | Sibirija, pokrajina v Rusiji [H] |
| 1095 Tulipa        | 1926 GS        | roža tulipan, rod Tulipa [H] |
| 1096 Reunerta      | 1928 OB        | Theodore Reunert iz Južnoafriške zveze za napredek znanosti, rudarski inženir ter podpornik nekdanjega Zveznega observatorija v Republiki Južna afrika, tudi prijatelj odkritelja [H] |
| 1097 Vicia         | 1928 PC        | cvetoče rastline iz rodu Vicia [H] |
| 1098 Hakone        | 1928 RJ        | Hakone, Japonska |
| 1099 Figneria      | 1928 RQ        | Vera Figner, ruski revolucionar |
| 1100 Arnica        | 1928 SD        | rastline iz rodu Arnica [H] |
| 1101–1200          |                | |
| 1101 Clematis      | 1928 SJ        | rastline iz rodu ''Clematis'' (sroboti)[H] |
| 1102 Pepita        | 1928 VA        | ženska oblika imena Pepito, odkriteljev vzdevek [H] |
| 1103 Sequoia       | 1928 VB        | narodni park Sekvoja [H] |
| 1104 Syringa       | 1928 XA        | rastline iz rodu Syringa (španski bezeg)[H] |
| 1105 Fragaria      | 1929 AB        | rastline iz rodu Fragaria (jagode)[H] |
| 1106 Cydonia       | 1929 CW        | rastline iz rodu Cydonia (kutine)[H] |
| 1107 Lictoria      | 1929 FB        | Lictoria, Italija, novo mesto, ki je nastalo na povrnjenem zemljišču med fašizmom [H] |
| 1108 Demeter       | 1929 KA        | Demetra, boginja v grški mitologiji [H] |
| 1109 Tata          | 1929 CU        | Tata, majhno mesto na Madžarskem severoseverozahodno od Budimpešte, znano po gradu in jezerih |
| 1110 Jaroslawa     | 1928 PD        | mesto Jarosław, Poljska [H] |
| 1111 Reinmuthia    | 1927 CO        | Karl Wilhelm Reinmuth, nemški astronom [H] |
| 1112 Polonia       | 1928 PE        | latinski izraz za Poljsko [H] |
| 1113 Katja         | 1928 QC        | rusko žensko ime [H] |
| 1114 Lorraine      | 1928 WA        | Lorena, Francija ? ([H] nima pojasnila) |
| 1115 Sabauda       | 1928 XC        | latinski izraz za Savojsko dinastijo [H] |
| 1116 Catriona      | 1929 GD        | škotsko žensko ime [H], naslov enega izmed romanov Roberta Louisa Stevensona [H] |
| 1117 Reginita      | 1927 KA        | nečakinja odkritelja [H] |
| 1118 Hanskya       | 1927 QD        | Aleksis Hanski (Aleksej Pavlovič Hanski), ruski astronom [H] |
| 1119 Euboea        | 1927 UB        | kraj Evboja, Grčija [H] |
| 1120 Cannonia      | 1928 RV        | Annie Jump Cannon, ameriška astronomka [H] |
| 1121 Natascha      | 1928 RZ        | rusko žensko ime [H] |
| 1122 Neith         | 1928 SB        | Neith, boginja v egipčanski mitologiji [H] |
| 1123 Shapleya      | 1928 ST        | Harlow Shapley, ameriški astronom [H] |
| 1124 Stroobantia   | 1928 TB        | Paul Stroobant, belgijski astronom [H] |
| 1125 China         | 1957 UN1       | Ljudska republika Kitajska [H] |
| 1126 Otero         | 1929 AC        | ([H] nima pojasnila) |
| 1127 Mimi          | 1929 AJ        | žena Eugèna Delporta [H] |
| 1128 Astrid        | 1929 EB        | Astrid Švedska (Astrid Sofia Lovisa Thyra), soproga kralja Léopolda III. Belgijskega [H] |
| 1129 Neujmina      | 1929 PH        | Grigorij Nikolajevič Neujmin, ruski astronom [H] |
| 1130 Skuld         | 1929 RC        | Skuld iz nordijske mitologije, ena izd treh Norn, bodočnost [H] |
| 1131 Porzia        | 1929 RO        | oseba v igri Julij Cezar [H] |
| 1132 Hollandia     | 1929 RB1       | latinski izraz za Nizozemsko [H] |
| 1133 Lugduna       | 1929 RC1       | ženska oblika latinskega imena za nizozemsko mesto Leiden, Lugdunum Batavorum ali francoskega mesta Lyon, Lugdunum [H] |
| 1134 Kepler        | 1929 SA        | Johannes Kepler, astronom [H] |
| 1135 Colchis       | 1929 TA        | starodavno kraljestvo Colchis, v Mali Aziji, sedaj v Gruziji [H] |
| 1136 Mercedes      | 1929 UA        | svakinja odkritelja [H] |
| 1137 Raïssa        | 1929 WB        | Raissa Ivanovna Maseeva, ki je izračunala tirnico asteroida |
| 1138 Attica        | 1929 WF        | Atika, Grčija [H] |
| 1139 Atami         | 1929 XE        | mesto Atami, prefektura Shizuoka, Japonska [H] |
| 1140 Crimea        | 1929 YC        | Krim, Ukrajina [H] |
| 1141 Bohmia        | 1930 AA        | gospa Bohm-Walz, ki je podarila reflektorski teleskop Observatoriju Heidelberg [H] |
| 1142 Aetolia       | 1930 BC        | gorata pokrajina Etolija v Grčiji [H] |
| 1143 Odysseus      | 1930 BH        | Odisej, junak iz grške mitologije [H] |
| 1144 Oda           | 1930 BJ        | ([H] nima pojasnila) |
| 1145 Robelmonte    | 1929 CC        | kraj Robelmont v Luksemburgu, rojstni kraj Sylvaina Arenda [H] |
| 1146 Biarmia       | 1929 JF        | Bjarmaland, legendarna dežela [H] |
| 1147 Stavropolis   | 1929 LF        | Stavropol, mesto v Rusiji [H] |
| 1148 Rarahu        | 1929 NA        | tahitijsko dekliško ime v romanu Rarahu, ki ga je napisal Pierre Loti [H] |
| 1149 Volga         | 1929 PF        | reka Volga, Rusija [H] |
| 1150 Achaia        | 1929 RB        | Ahaja, Homerjevo ime za Grčijo [H] |
| 1151 Ithaka        | 1929 RK        | Itaka, otok v Jonskem morju, Grčija [H] |
| 1152 Pawona        | 1930 AD        | v čast sodelovanja med dvema astronomoma Johannom Paliso in Maxom Wolfom [H] |
| 1153 Wallenbergia  | 1924 SL        | Georg James Wallenberg, nemški matematik [H] |
| 1154 Astronomia    | 1927 CB        | astronomija [H] |
| 1155 Aënna         | 1928 BD        | ime vsebuje nemški način izgovorjave začetnic "AN" (za revijo Astronomische Nachrichten), ki ji sledi ženska končnica [H] |
| 1156 Kira          | 1928 DA        | imenoval ga je nemški astronom Max Mündler [H] |
| 1157 Arabia        | 1929 QC        | Arabski polotok [H] |
| 1158 Luda          | 1929 QF        | žensko rusko ime, pomanjševalnica za "Ludmila" [H] |
| 1159 Granada       | 1929 RD        | Granada, Španija [H] |
| 1160 Illyria       | 1929 RL        | Ilirija, ime za antično področje zahodnega Balkana, Hrvaška [H] |
| 1161 Thessalia     | 1929 SF        | Tesalija,Grčija [H] |
| 1162 Larissa       | 1930 AC        | Larisa, glavno mesto prefekture Larisa v Grčiji [H] |
| 1163 Saga          | 1930 BA        | imenovan po nordijskih sagah [H] |
| 1164 Kobolda       | 1930 FB        | Hermann Kobold, nemški astronom, in založnik revije Astronomische Nachrichten v letih 1907–1938 [H] |
| 1165 Imprinetta    | 1930 HM        | žena odkritelja, nizozemski astronom Hendrik van Gent [H] |
| 1166 Sakuntala     | 1930 MA        | Šakuntala, igra v sedmih dejanjih v starodavni sanskritski literaturi [H] |
| 1167 Dubiago       | 1930 PB        | Aleksander Dmitrievič Dubjago, ruski astronom [H] |
| 1168 Brandia       | 1930 QA        | Eugène Brand, belgijski matematik [H] |
| 1169 Alwine        | 1930 QH        | nemško žensko ime [H] |
| 1170 Siva          | 1930 SQ        | hindujski bog Šiva [H] |
| 1171 Rusthawelia   | 1930 TA        | Šota Rustaveli, gruzijski pesnik iz 12. stoletja [H] |
| 1172 Äneas         | 1930 UA        | Enej, trojanski princ [H] |
| 1173 Anchises      | 1930 UB        | Anhises, mitološki Trojanec [H] |
| 1174 Marmara       | 1930 UC        | Marmarsko morje [H] |
| 1175 Margo         | 1930 UD        | (ni določeno) [H] |
| 1176 Lucidor       | 1930 VE        | prijatelj odkritelja in ljubiteljski astronom [H] |
| 1177 Gonnessia     | 1930 WA        | François Gonnessiat, francoski astronom in predstojnik Observatorija Alžir v Bouzaréahu, Alžirija [H] |
| 1178 Irmela        | 1931 EC        | Irmela Ruska, žena Ernesta Ruske, nemški izumitelj elektronskega mikroskopa in nobelov nagrajenec [H] |
| 1179 Mally         | 1931 FD        | snaha odkritelja, žena Franza Wolfa (domnevno brata Maxa Wolfa) [H] |
| 1180 Rita          | 1931 GE        | dekliško ime [H] |
| 1181 Lilith        | 1927 CQ        | (Marie-Juliette Olga) Lili Boulanger, francoska skladateljica [H] |
| 1182 Ilona         | 1927 EA        | ime je predlagal Gustav Stracke [H] |
| 1183 Jutta         | 1930 DC        | ime je predlagal Gustav Stracke [H] |
| 1184 Gaea          | 1926 RE        | Gaja, boginja v grški mitologiji |
| 1185 Nikkō         | 1927 WC        | mesto Nikkō v prefekturi Tochigi, Japonska [H] |
| 1186 Turnera       | 1929 PL        | Herbert Hall Turner, britanski astronom [H] |
| 1187 Afra          | 1929 XC        | ime je predlagal Gustav Stracke [H] |
| 1188 Gothlandia    | 1930 SB        | starodavno ime za Katalonijo [H] |
| 1189 Terentia      | 1930 SG        | Lidija Ivanovna Terentjeva, ruska astronomka in določevalka tirnic [H] |
| 1190 Pelagia       | 1930 SL        | Pelageja Fedorovna Šain, ruska astronomka [H] |
| 1191 Alfaterna     | 1931 CA        | Nuceria Alfaterna, starodavno mesto med Pompeji in Salernom, rojstni kraj italijanskega astronoma Alfonsa Fresae, ki je predlagal ime [H] |
| 1192 Prisma        | 1931 FE        | v čast Bergerdorfejevemu katalogu spektrov , s pomočjo prizme dobimo spekter [H] |
| 1193 Africa        | 1931 HB        | Afrika [H] |
| 1194 Aletta        | 1931 JG        | žena odkritelja [H] |
| 1195 Orangia       | 1931 KD        | provinca Orange, Južno Afriška Republika (sedaj v provinci Free State Province) [H] |
| 1196 Sheba         | 1931 KE        | kraljica iz Sabe, oseba iz Biblije [H] |
| 1197 Rhodesia      | 1931 LD        | Rodezija (sedaj Zimbabve) [H] |
| 1198 Atlantis      | 1931 RA        | verjetno Atlantida, mitološka dežela [H] |
| 1199 Geldonia      | 1931 RF        | latinsko ime za Jodoigne, Belgija, rojstni kraj odkritelja H] |
| 1200 Imperatrix    | 1931 RH        | ([H] nima pojasnila) |
| 1201–1300          |                | |
| 1201 Strenua       | 1931 RK        | iz latinske besede Strenuus, kar pomeni "priden, skrben", lastnosti, ki jih je kazal Gustav Stracke, nemški astronom in določevalec tirnic, ki je hotel, da po njem ne imenujejo asteroida (glej tudi 1227 Geranium, spodaj) [H]                                                               |
| 1202 Marina        | 1931 RL        | Marina Davydovna Lavrova-Berg, ki je delala na Observatoriju Pulkovo v letih 1931–1942 ([H] navaja samo "rusko dekliško ime") |
| 1203 Nanna         | 1931 TA        | naslov slike nemškega slikarja Anselma Feuerbacha, sliko je imela odkriteljeva družina [H] |
| 1204 Renzia        | 1931 TE        | Franz Robert Renz (Franz Franzevich Renz), nemško-ruski astronom [H] |
| 1205 Ebella        | 1931 TB1       | Martin Ebell (Carl Wilhelm Ludwig Martin Ebell), nemški astronom [H] |
| 1206 Numerowia     | 1931 UH        | Boris Vasiljevič Numerov, ruski astronom [H] |
| 1207 Ostenia       | 1931 VT        | Hans Osten, nemški astronom [H] |
| 1208 Troilus       | 1931 YA        | Troilus, trojanska princesa, ki jo je ubil Ahil [H] |
| 1209 Pumma         | 1927 HA        | vzdevek nečakinje Albrechta Kahrstedta, nemški astronom [H] |
| 1210 Morosovia     | 1931 LB        | Nikolaj Aleksandrovič Morozov, ruski revolucionar [H] |
| 1211 Bressole      | 1931 XA        | nečak odkritelja [H] |
| 1212 Francette     | 1931 XC        | žena odkritelja[H] |
| 1213 Algeria       | 1931 XD        | Alžirija [H] |
| 1214 Richilde      | 1932 AA        | ([H] nima pojasnila) |
| 1215 Boyer         | 1932 BA        | Louis Boyer, francoski astronom |
| 1216 Askania       | 1932 BL        | Askania-Werke, nemški izdelovalec optičnih naprav [H] |
| 1217 Maximiliana   | 1932 EC        | Max Wolf (Maximilian Franz Joseph Cornelius Wolf), nemški astronom [H] |
| 1218 Aster         | 1932 BJ        | cvetoče rastline rodu v družini Asteraceae (nebinovke) z imenom Aster [H] |
| 1219 Britta        | 1932 CJ        | ([H] nima pojasnila) |
| 1220 Crocus        | 1932 CU        | cvetoče rastline iz rodu v družini Iridaceae z imenom Crocus [H] |
| 1221 Amor          | 1932 EA1       | Amor, bog ljubezni v rimski mitologiji [H] |
| 1222 Tina          | 1932 LA        | ljubiteljski astronom in prijatelj odkritelja [H] |
| 1223 Neckar        | 1931 TG        | reka Neckar, nemški pritok reke Ren [H] |
| 1224 Fantasia      | 1927 SD        | fantazija (psihološki pojem) ([H] nima pojasnila) |
| 1225 Ariane        | 1930 HK        | Ariane Leprieur, glavna oseba v igri Le Chemin de crête Gabriela Marcela [H] |
| 1226 Golia         | 1930 HL        | Jacobus Golius (Iacobo Golio, Jakob Gool), orientalist, ki je zasedal katedro za arabščino, ustanovitelj Observatorija Leiden, pomagal je Willebrordu Snellu zasesti katedro za matematiko in astronomijo na Univerzi v Leidnu [H]                                                             |
| 1227 Geranium      | 1931 TD        | rod cvetočih rastlin iz družine Geraniaceae z imenom Geranium. Začetnice asteroidov s številkami od 1227 do 1234, ki jih je odkril K. Reinmuth, dajo ime nemškega astronoma in določevalca tirnic asteroidov "Gustava Strackeja", ki je želel, da po njem ne imenujejo nobenega asteroida. [H] |
| 1228 Scabiosa      | 1931 TU        | rod cvetočih rastlin iz družine Dipsacaceae z imenom Scabiosa [H] |
| 1229 Tilia         | 1931 TP1       | rod dreves (lipe) z imenom Tilia [H] |
| 1230 Riceia        | 1931 TX1       | Hugh Rice, ameriški ljubiteljski astronom [H] |
| 1231 Auricula      | 1931 TE2       | cvetoča rastlina Primula auricula[H] |
| 1232 Cortusa       | 1931 TF2       | Cortusa, rod cvetočih rastlin iz družina (biologija)družine Primulaceae [H] |
| 1233 Kobresia      | 1931 TG2       | rod rastlin iz družine Cyperaceae (šaši) z imenom Kobresia [H] |
| 1234 Elyna         | 1931 UF        | rod rastlin iz družine Cyperaceae (šaši) z imenom Elyna[H] |
| 1235 Schorria      | 1931 UJ        | Richard Reinhard Emil Schorr, nemški astronom [H] |
| 1236 Thaïs         | 1931 VX        | ([H] nima pojasnila) |
| 1237 Geneviève     | 1931 XB        | najstarejša hčerka odkritelja [H] |
| 1238 Predappia     | 1932 CA        | Predappio, Italija, rojstni kraj Benita Mussolinija [H] |
| 1239 Queteleta     | 1932 CB        | Lambert Adolphe Jacques Quételet, belgijski matematik, statistik, meteorolog in astronom, prvi predstojnik Kraljevega observatorija v Bruslju [H] |
| 1240 Centenaria    | 1932 CD        | v čast 100-ti obletnici Observatorija Hamburg [H] |
| 1241 Dysona        | 1932 EB1       | Frank Watson Dyson, britanski astronom, predstojnik Kraljevega observatorija Greenwich in predsednik Mednarodne astronomske zveze (IAU) v letih 1928–1932 [H] |
| 1242 Zambesia      | 1932 HL        | britansko področje ob reki Zambezi, Afrika [H] |
| 1243 Pamela        | 1932 JE        | odkriteljeva hčerka [H] |
| 1244 Deira         | 1932 KE        | starodavno ime mesta Ossett, Yorkshire, odkriteljev rojstni kraj [H] (lahko tudi vzamemo, da pomeni celotno staro kraljevino Deira, ki je obsegala sedanje področje Yorkshira) |
| 1245 Calvinia      | 1932 KF        | mesto Calvinia, provinca Cape, Južna Afrika [H] |
| 1246 Chaka         | 1932 OA        | Shaka, kralj plemena Zulu [H] |
| 1247 Memoria       | 1932 QA        | latinskig izraz za "spominjanje"; odkritelj se je pogosto spominjal lepih trenutkov med svojim bivanjem v Uccli v letu 1932 [H] |
| 1248 Jugurtha      | 1932 RO        | Jugurtha, numidijski kralj in sovražnik Rima [H] |
| 1249 Rutherfordia  | 1932 VB        | Lord Rutherford, fizik, Nobelov nagrajenec [H]; nekateri trdijo, da ima asteroid ime po mestu Rutherford, New York |
| 1250 Galanthus     | 1933 BD        | splošno ime za člane rodu z imenom Galanthus (zvončki)[H] |
| 1251 Hedera        | 1933 BE        | rod Hedera ˙(bršljan) [H] |
| 1252 Celestia      | 1933 DG        | Celestia Whipple, mati odkritelja [H] |
| 1253 Frisia        | 1931 TV1       | verjetno latinsko ime za Frizija in tevtonsko ime za pleme, ki je dalo ime področju [H] |
| 1254 Erfordia      | 1932 JA        | nemško mesto Erfurt, rojstni kraj odkritelja [H] |
| 1255 Schilowa      | 1932 NC        | Marija Vasiljevna Šilova ruski astronomka in določiteljica tirnice [H] |
| 1256 Normannia     | 1932 PD        | "Verjetno poimenovano po prebivalcih Normandije" [H] |
| 1257 Móra          | 1932 PE        | Károly Móra (1899–1938, imenovan tudi Károly Mórawatz), madžarski astronom, [H] |
| 1258 Sicilia       | 1932 PG        | Sicilija, Italija [H] |
| 1259 Ógyalla       | 1933 BT        | Ógyalla, Madžarska, kraj, kjer se nahaja Observatorij Konkoly, ki so ga pozneje imenovali Observatorij Ógyalla [H] |
| 1260 Walhalla      | 1933 BW        | neoklasicistična zgradba (tempel) Walhalla Memorial Hall, blizu Regensburga, Nemčija [H] |
| 1261 Legia         | 1933 FB        | latinski izraz za mesto Liège v Belgiji [H] |
| 1262 Sniadeckia    | 1933 FE        | Jan Śniadecki, poljski književnik, matematik, astronom in filozof, ustanovitelj Observatorija Krakov [H] |
| 1263 Varsavia      | 1933 FF        | latinsko ime za Varšava, glavno mesto Poljske [H] |
| 1264 Letaba        | 1933 HG        | reka Letaba, Transvaal, Južna Afrika [H] |
| 1265 Schweikarda   | 1911 MV        | dekliško ime odkriteljeve matere (Schweikard) [H] |
| 1266 Tone          | 1927 BD        | reka Tone, področje Kantō, največja reka na Japonskem Japan [H] |
| 1267 Geertruida    | 1930 HD        | sestra G. Pelsa, pomočnica pri računanju na Observatoriju Leiden in hčerka gospe Hameslag [H] |
| 1268 Libya         | 1930 HJ        | država Libija [H] |
| 1269 Rollandia     | 1930 SH        | Romain Rolland, francoski pisatelj [H] |
| 1270 Datura        | 1930 YE        | rod rastlin Datura stramonium v družini Solonaceae[H] |
| 1271 Isergina      | 1931 TN        | Pjotr Vasiljevič Isergin, prijatelj in zdravnik, ki je zdravil odkritelja [H] |
| 1272 Gefion        | 1931 TZ1       | vodnjak Gefjun (Gefion), København, Danska [H] |
| 1273 Helma         | 1932 PF        | znanka nemškega astronoma Friedricha Schwaba, [H] |
| 1274 Delportia     | 1932 WC        | Eugène Delporte, belgijski astronom [H] |
| 1275 Cimbria       | 1932 WG        | Cimbri, ki so se borili z Rimljani v Noriku [H] |
| 1276 Ucclia        | 1933 BA        | imenovano po mestu Uccle in po Kraljevem observatoriju belgije, ki se je nahajal v tem mestu [H] |
| 1277 Dolores       | 1933 HA        | Dolores Ibarruri, španska politična voditeljica [H] |
| 1278 Kenya         | 1933 LA        | država Kenija [H] |
| 1279 Uganda        | 1933 LB        | država Uganda [H] |
| 1280 Baillauda     | 1933 QB        | Jules Baillaud, francoski astronom [H] |
| 1281 Jeanne        | 1933 QJ        | Jeanne Arend, hčerka odkritelja [H] |
| 1282 Utopia        | 1933 QM1       | Utopia, mistični prostor [H] |
| 1283 Komsomolia    | 1925 SC        | Komsomol, sovjetska mladinska organizacija [H] |
| 1284 Latvia        | 1933 OP        | država Latvija [H] |
| 1285 Julietta      | 1933 QF        | odkriteljeva snaha [H] |
| 1286 Banachiewicza | 1933 QH        | Tadeusz Banachiewicz (Thaddeus Banachiewicz), poljski astronom, predstojnik Observatorija Krakov [H] |
| 1287 Lorcia        | 1933 QL        | žena Tadeusza Banachiewicza, poljskega astronoma [H] |
| 1288 Santa         | 1933 QM        | ime je predlagal italijanski astronom in določevalec tirnic E. de Caro [H] |
| 1289 Kutaïssi      | 1933 QR        | mesto Kutaïssi, Gruzija [H] |
| 1290 Albertine     | 1933 QL1       | Albert I, kralj Belgije, ki je kmalu po odkritju asteroida umrl [H] |
| 1291 Phryne        | 1933 RA        | Phryne, hetera , slavna zaradi svije lepote [H] |
| 1292 Luce          | 1933 SH        | žena odkritelja [H] |
| 1293 Sonja         | 1933 SO        | ime je izbral določevalec tirnice[H] |
| 1294 Antwerpia     | 1933 UB1       | Antwerp, Belgija [H] |
| 1295 Deflotte      | 1933 WD        | nečak odkritelja [H] |
| 1296 Andrée        | 1933 WE        | nečakinja odkritelja [H] |
| 1297 Quadea        | 1934 AD        | starši žene odkriteljevega brata (prof. E. Reinmuth) [H] |
| 1298 Nocturna      | 1934 AE        | noč [H] |
| 1299 Mertona       | 1934 BA        | Gerald Merton, angleški astronom [H] |
| 1300 Marcelle      | 1934 CL        | druga hčerka odkritelja [H] |
| 1301–1400          |                | |
| 1301 Yvonne        | 1934 EA        | sestra odkritelja [H] |
| 1302 Werra         | 1924 SV        | reka Werra, Nemčija [H] |
| 1303 Luthera       | 1928 FP        | Robert Luther, nemški astronom [H] |
| 1304 Arosa         | 1928 KC        | Arosa, Švica [H] |
| 1305 Pongola       | 1928 OC        | reka Pongola, Južna Afrika [H] |
| 1306 Scythia       | 1930 OB        | Scythia, starodavno rusko področje [H] |
| 1307 Cimmeria      | 1930 UF        | Kimerija, starodavno ukrajinsko področje okoli Krima [H] |
| 1308 Halleria      | 1931 EB        | "A mathematician" [H] |
| 1309 Hyperborea    | 1931 TO        | Hyperborea, mitološka dežela [H] |
| 1310 Villigera     | 1932 DB        | Walter A. Villiger, švicarski astronom, vodja oddelka za astronomske naprave pri Carla Zeissu v mestu Jena [H] |
| 1311 Knopfia       | 1933 FF1       | Otto Knopf, nemški astronom v mestu Jena [H] |
| 1312 Vassar        | 1933 OT        | Vassar College, kjer je učil določevalec tirnice ameriški astronom Maud Worcester Makemson [H] |
| 1313 Berna         | 1933 QG        | Bern, Švica (na zahtevo Sigmunda Mauderlija, ki je izračunal tirnico) [H] |
| 1314 Paula         | 1933 SC        | žena odkritelja[H] |
| 1315 Bronislawa    | 1933 SF1       | sveti Bronislas iz Poljske [H] |
| 1316 Kasan         | 1933 WC        | Kazan, Rusija, na reki Volgi [H] |
| 1317 Silvretta     | 1935 RC        | Silvretta, gorsko področje v Alpah [H] |
| 1318 Nerina        | 1934 FG        | Nerine rod cvetočih rastlin iz družine Amaryllidaceae [H] |
| 1319 Disa          | 1934 FO        | Disa rod lepih in velikih tropskih rož iz družine Orchidaceae [H] |
| 1320 Impala        | 1934 JG        | antilopa impala [H] |
| 1321 Majuba        | 1934 JH        | Amajuba, gora v severni provinci Natal, del gorskega področja Drakensberg v Južni Afriki, kjer je bila bitka pri Majuba Hillu [H] |
| 1322 Coppernicus   | 1934 LA        | Nikolaj Kopernik (Nicolaus Copernicus), poljski astronom [H] |
| 1323 Tugela        | 1934 LD        | reka Tugela v provinci Natal v Južni Afriki [H] |
| 1324 Knysna        | 1934 LL        | Knysna, mesto v provinci Cape v Južni Afriki [H] |
| 1325 Inanda        | 1934 NR        | Inanda, zulujska vas v Južni Afriki [H] |
| 1326 Losaka        | 1934 NS        | Lusaka, Zambija [H] |
| 1327 Namaqua       | 1934 RT        | Namaqua, obalno področje v jugozahodni Afriki [H] |
| 1328 Devota        | 1925 UA        | Fortunato Devoto, predsednik nacionalnega zbora observatorijev Argentine, prijatelj odkritelja [H] |
| 1329 Eliane        | 1933 FL        | Éliane, hčerka Paula Bourgeoisa, belgijskega astronoma [H] |
| 1330 Spiridonia    | 1925 DB        | svak odkritelja [H] in/ali Spiridon Iljič Zaslavski, junak druge svetovne vojne |
| 1331 Solvejg       | 1933 QS        | oseba v drami Peer Gynt norveškega pisca Henrika Ibsena [H] |
| 1332 Marconia      | 1934 AA        | Guglielmo Marconi, italijanski začetnik radiotehnike, fizik in Nobelov nagrajenec [H] |
| 1333 Cevenola      | 1934 DA        | Cévennes, gorsko področje v južni Franciji [H] |
| 1334 Lundmarka     | 1934 OB        | Knut Lundmark, švedski astronom [H] |
| 1335 Demoulina     | 1934 RE        | Prof. Demoulin, belgijski astronom na Univerzi v Ghentu [H] |
| 1336 Zeelandia     | 1934 RW        | latinsko ime za Zeeland, južni del Nizozemske [H] |
| 1337 Gerarda       | 1934 RA1       | žena G. Pelsa, ki je bil računarski pomočnik na Observatoriju Leiden |
| 1338 Duponta       | 1934 XA        | Marc Dupont, nečak odkritelja [H] |
| 1339 Désagneauxa   | 1934 XB        | svak odkritelja [H] |
| 1340 Yvette        | 1934 YA        | nečakinja odkritelja [H] |
| 1341 Edmée         | 1935 BA        | Edmée Chandon, francoski astronom [H] |
| 1342 Brabantia     | 1935 CV        | latinsko ime za provinco Brabant, Belgija in Nizozemska, katerih glavno mesto je Bruselj [H] |
| 1343 Nicole        | 1935 FC        | nečakinja odkritelja [H] |
| 1344 Caubeta       | 1935 GA        | Paul Caubet, francoski astronom na Observatoriju Toulouse [H] |
| 1345 Potomac       | 1908 CG        | reka Potomac, ZDA [H] |
| 1346 Gotha         | 1929 CY        | mesto Gotha, pokrajina Tiringija v Nemčiji, kraj, kjer je stal stari Observatorij Gotha, ki ga je osnoval Duke Ernst I of Saxe-Coburg, njegov prvi predstojnik je bil Franz Xaver von Zach [H]                                                                                                 |
| 1347 Patria        | 1931 VW        | latinski izraz za "domovina" [H] |
| 1348 Michel        | 1933 FD        | Michel Arend, starejši sin odkritelja [H] |
| 1349 Bechuana      | 1934 LJ        | provinca Bechuana v Južni Afriki, ki je pozneje znana kot protektorat Bechuanaland, sedaj je to država Bocvana [H] |
| 1350 Rosselia      | 1934 TA        | Marie-Thérèse Rossel, izdajatelj belgijskega časopisa Le Soir (1946+) [H] |
| 1351 Uzbekistania  | 1934 TF        | Uzbekistan, včasih Uzbeška sovjetska socialistična republika, kjer je živel odkritelj; ime so našli po odkriteljevi smrti v knjigi Kleine Planeten für 1941, napisano z roko [H] |
| 1352 Wawel         | 1935 CE        | grad Wawel, Krakov, Poljska, kjer se nahaja tudi katedrala [H] |
| 1353 Maartje       | 1935 CU        | hčerka B. G. Mekkinga, nizozemskega računarska pomočnika na Observatoriju Leiden [H] |
| 1354 Botha         | 1935 GK        | Louis Botha, predsednik vlade Južnoafriške unije, ki je bila predhodnica države Južna Afrika [H] |
| 1355 Magoeba       | 1935 HE        | Magoeba, domorodni vodja svernega Transvala, Južna Afika H |
| 1356 Nyanza        | 1935 JH        | provinca Nyanza, Kenija [H] |
| 1357 Khama         | 1935 ND        | kralj Kame vBečuanija, Južna Afrika [H] |
| 1358 Gaika         | 1935 OB        | Ngqika, koški vodja Transkeje, Južna Afrika (pozneje Kafrarija) [H] |
| 1359 Prieska       | 1935 OC        | vas Prieska, provinca Cape, Južna Afrika [H] |
| 1360 Tarka         | 1935 OD        | Tarka, vodja Transkeje, Južna Afrika, po njem se imenuje tudi mesto Tarkastad [H] |
| 1361 Leuschneria   | 1935 QA        | Armin Otto Leuschner, ameriški astronom, vodja Oddelka za astronomijo na Kalifornijski univerzi v Berkeleyu [H] |
| 1362 Griqua        | 1935 QG1       | Griqua pleme v Griqualandu, Južna Afrika † Arhivirano 2006-01-14 na Wayback Machine. [H] |
| 1363 Herberta      | 1935 RA        | Herbert Clark Hoover, ameriški predsednik v letih 1929-1933, prej predsednik filantropske belgijske humanitarne organizacije (1915-1919); imenovanje v čast obiska v Belgiji leta 1938 [H] |
| 1364 Safara        | 1935 VB        | André Safar iz mesta Alžir [H] |
| 1365 Henyey        | 1928 RK        | Louis George Henyey, ameriški astronom |
| 1366 Piccolo       | 1932 WA        | italijanski izraz za 'majhen'; pseudonim Augusta Cauvina (d'Arsac), ki je bil glavni urednik bruseljskega časopisa "Le Soir" (ca. 1898-1937) [H] |
| 1367 Nongoma       | 1934 NA        | Nongoma, glavno mesto province Kwa-Zulu Natal, Južna Afrika |
| 1368 Numidia       | 1935 HD        | Numidia, starodavno severnoafriško kraljestvo in rimska provinca [H] |
| 1369 Ostanina      | 1935 QB        | Ostanina, Sovjetska zveza (sedaj verjetno v Ukrajini) [H] |
| 1370 Hella         | 1935 QG        | Helene Nowacki, nemška astronomka [H] |
| 1371 Resi          | 1935 QJ        | bratranka gospe Schaub, znanke odkritelja [H] |
| 1372 Haremari      | 1935 QK        | v čast vseh žensk, ki so delale na Astronomskem računskem inštitutu: "Harem ARI (Astronomisches Rechen-Institut) " [H] |
| 1373 Cincinnati    | 1935 QN        | Observatorij Cincinnati, na katerem so opravili največji del določanja tirnice [H] |
| 1374 Isora         | 1935 UA        | pomeni neznana, ime je izbral Gustav Stracke, nemški astronom « Isora = Isor A = Rosi » [H] |
| 1375 Alfreda       | 1935 UB        | prijatejica odkritelja [H] |
| 1376 Michelle      | 1935 UH        | Michelle Boyer, tretja hčerka odkritelja [H] |
| 1377 Roberbauxa    | 1936 CD        | Robert Baux (1900-1987), francoski engineer, otroški prijatelj Louisa Boyerja [H] |
| 1378 Leonce        | 1936 DB        | Léonce Rigaux, oče odkritelja [H] |
| 1379 Lomonosowa    | 1936 FC        | Mihail Vasilevič Lomonosov, ruski polimat (znastvenik, ki obvlada večje število znanj) [H] |
| 1380 Volodia       | 1936 FM        | Volodja, pomanjševalnica ruskega imena Vladimir. Imenovan po Vladimirju Veselovskem, ki se je rodil v noči, ko je bil asteroid odkrit [H] |
| 1381 Danubia       | 1930 QJ        | reka Donava [H] |
| 1382 Gerti         | 1925 BB        | Gertrud Hoehne, tajnica na Astronomskem računskem inštitutu v Berlinu, [[Nemčija]] [H] |
| 1383 Limburgia     | 1934 RV        | latinsko ime za provinco Limburg [H] |
| 1384 Kniertje      | 1934 RX        | glavna oseba v drami Op hoop van zegen Hermana Heijermansa, nizozemskega časnikarja in dramatika [H] |
| 1385 Gelria        | 1935 MJ        | latinskog ime za holandsko provinco Gelderland [H] |
| 1386 Storeria      | 1935 PA        | Norman Wyman Storer, professor astronomije na Univerzi v Kansasu [H] |
| 1387 Kama          | 1935 QD        | reka Kama River, pritok reke Volge vzhodno od mesta Kazan [H] |
| 1388 Aphrodite     | 1935 SS        | Afrodita, boginja v grški mitologiji [H] |
| 1389 Onnie         | 1935 SS1       | A. Kruyt, svakinja G. Pelsa, računska pomočnica na Observatoriju Leiden [H] |
| 1390 Abastumani    | 1935 TA        | Abastumani, Gruzija, sedež Astrofizikalnega observatorija Abastumani [H] |
| 1391 Carelia       | 1936 DA        | latinsko ime za Karelijo, Finska [H] |
| 1392 Pierre        | 1936 FO        | nečak odkritelja [H] |
| 1393 Sofala        | 1936 KD        | provinae Sofala, Mozambik [H] |
| 1394 Algoa         | 1936 LK        | zaliv Algoa Bay, Južna Afrika [H] |
| 1395 Aribeda       | 1936 OB        | okrajšava za Astronomisches Rechen Institut, Berlin Dahlem [H] |
| 1396 Outeniqua     | 1936 PF        | gorovje Outeniqua, v jugozahodni provinci Cape, Južna Afrika [H] |
| 1397 Umtata        | 1936 PG        | Umtata, glavno mesto pokrajine Transkej, Južna afrika [H] |
| 1398 Donnera       | 1936 QL        | Anders Severine Donner, finska astronomka, predstojnica Observatorija Helsinki [H] |
| 1399 Teneriffa     | 1936 QY        | Tenerife, Kanarski otoki [H] |
| 1400 Tirela        | 1936 WA        | Charles Tirel, prijatelj odkritelja [H] |
| 1401–1500          |                | |
| 1401 Lavonne       | 1935 UD        | vnukinja Mauda Worcesterja Makemsona, ki je bil ameriški astronom in določevalca tirnice [H] |
| 1402 Eri           | 1936 OC        | Erika Schattschneider-Kollnig, nemška astronomka [H] |
| 1403 Idelsonia     | 1936 QA        | Naum Iljič Ideljson, ruski astronom [H] |
| 1404 Ajax          | 1936 QW        | Ajaks, heroj iz grške mitologije [H] |
| 1405 Sibelius      | 1936 RE        | Jean Sibelius, skladatelj |
| 1406 Komppa        | 1936 RF        | Gustaf Komppa, rektor finske Univerza v Turkuju in eden izmed ustanoviteljev Observatorija Turku [H] |
| 1407 Lindelöf      | 1936 WC        | Ernst Leonard Lindelöf, finski matematik [H] |
| 1408 Trusanda      | 1936 WF        | Trude Hichgesand, znanka Heinricha Vogta, nemškega astronoma [H] |
| 1409 Isko          | 1937 AK        | Ise Koch, žena Fritza Kubacha, nemškega astronoma [H] |
| 1410 Margret       | 1937 AL        | Margret Braun, žena Heinricha Vogta, nemškega astronoma [H] |
| 1411 Brauna        | 1937 AM        | Margret Braun, žena Heinricha Vogta, nemškega astronoma [H] |
| 1412 Lagrula       | 1937 BA        | Joanny-Philippe Lagrula, francoski astronom, tudi predstojnik Observatorija Alžir [H] |
| 1413 Roucarie      | 1937 CD        | mati odkritelja [H] |
| 1414 Jérôme        | 1937 CE        | Jérôme Boyer, oče odkritelja [H] |
| 1415 Malautra      | 1937 EA        | žena odkritelja [H] |
| 1416 Renauxa       | 1937 EC        | P. Renaux, francoski astronom na Observatoriju Alžir [H] |
| 1417 Walinskia     | 1937 GH        | (nepojasnjeno) [H] |
| 1418 Fayeta        | 1903 RG        | Gaston Fayet, francoski predstojnik Observatorija Nica [H] |
| 1419 Danzig        | 1929 RF        | nemško ime za Gdansk, Poljska [H] |
| 1420 Radcliffe     | 1931 RJ        | v čast letnika 1912 na Kolidža Radcliffe v Cambridgu, Massachusetts [H] |
| 1421 Esperanto     | 1936 FQ        | mednarodni umetni jezik esperanto [H] |
| 1422 Strömgrenia   | 1936 QF        | Svante Elis Strömgren, na Švedskem rojeni danski astronom, predstojnik Univerzitetnega observatorija v Copenhagenu in Centralnega urada za astronomske okrožnice (ter oče Bengta Georga Daniela Strömgrena, danskega astronoma) [H]                                                            |
| 1423 Jose          | 1936 QM        | Giuseppina Bianchi, pokojna mlada hčerka Emilia Biancha, italijanskega astronoma [H] |
| 1424 Sundmania     | 1937 AJ        | Karl Frithiof Sundman, finski matematik, pozneje tudi predstojnik Observatorija Helsingfors [H] |
| 1425 Tuorla        | 1937 GB        | Obseervatorij Tuorla, Finska, pozneje raziskovalni inštitut za astronomijo in optiko [H] |
| 1426 Riviera       | 1937 GF        | francoska Riviera ? ([H] nima pojasnila) |
| 1427 Ruvuma        | 1937 KB        | reka Ruvuma, Tanzanija [H] |
| 1428 Mombasa       | 1937 NO        | mesto Mombasa, Kenija [H] |
| 1429 Pemba         | 1937 NH        | otok Pemba, Tanzanija [H] |
| 1430 Somalia       | 1937 NK        | država Somalija |
| 1431 Luanda        | 1937 OB        | mesto Luanda, Angola |
| 1432 Ethiopia      | 1937 PG        | Etiopija (takrat so jo imenovali Abesinija) [H] |
| 1433 Geramtina     | 1937 UC        | ime v čast sestre švedskega astronoma Brora Ansgarja Asplinda [H] |
| 1434 Margot        | 1936 FD1       | (nepojasnjeno) [H] |
| 1435 Garlena       | 1936 WE        | znanka profesorja (Werner?) Schaub, nemškega določevalca tirnice [H] |
| 1436 Salonta       | 1936 YA        | mesto Salonta (madžarščina: Nagyszalonta), ki je danes v Romuniji, rojstni kraj odkritelja, madžarskega astronoma Györgya Kulina (1905–1989) |
| 1437 Diomedes      | 1937 PB        | Diomed, bojevnik iz grške mitologije, sodeloval je tudi v trojanski vojni [H] |
| 1438 Wendeline     | 1937 TC        | (nepojasnjeno) [H] |
| 1439 Vogtia        | 1937 TE        | Heinrich Vogt, nemški astronom [H] |
| 1440 Rostia        | 1937 TF        | Johann Leonhard Rost, nemški astronom, avtor knjige Atlas Portatilis Coelistis |
| 1441 Bolyai        | 1937 WA        | János Bolyai, madžarski matematik |
| 1442 Corvina       | 1937 YF        | Matija Korvin, madžarski kralj . Njegova knjižnica Bibliotheca Corviniana je bila druga po velikosti za Vatikansko knjižnico |
| 1443 Ruppina       | 1937 YG        | Ruppin, Nemčija, rojstni kraj Carla Wilhelma Ludwiga Martina Ebella, nemškega astronoma [H] |
| 1444 Pannonia      | 1938 AE        | Panonija, rimska provinca, ki je po obsegu enaka današnji madžarski pokrajini Transdanubiji na Madžarskem |
| 1445 Konkolya      | 1938 AF        | Nicolaus Thege von Konkoly (Thege Miklós Konkoly), ustanovitelj Observatorija Ó-Gyalla, sedaj je to Geomagnetni observatorij Hurbanovo, Slovaška [H] |
| 1446 Sillanpää     | 1938 BA        | Frans Eemil Sillanpää, finski pisatelj in dobitnik Nobeleove nagrade za književnost v letu 1939 ? ([H] nima pojasnila) |
| 1447 Utra          | 1938 BB        | Utra, Finska, rojstni kraj odkritelja [H] |
| 1448 Lindbladia    | 1938 DF        | Bertil Lindblad, švedski astronom in nekdanji predsednik Mednarodne astronomske zveze (IAU) [H] |
| 1449 Virtanen      | 1938 DO        | Artturi Ilmari Virtanen, finski biokemik in dobitnik Nobeleove nagrade za kemijo v letu 1945 ? ([H] nima pojasnila) |
| 1450 Raimonda      | 1938 DP        | Jean Jacques Raimond, nekdanji nizozemski predsednik Kraljeve astronomske in meteorološke zveze (Koninklijke Nederlandse Vereniging voor Weer- en Sterrenkunde ali NVWS) in predstojnik Zeissovega planetarija v Haagu [H]                                                                     |
| 1451 Granö         | 1938 DT        | Johannes Gabriel Granö, finski geograf, raziskovalec in rektor universe v Turkuju [H] |
| 1452 Hunnia        | 1938 DZ1       | dobesedno to pomeni dežela Hunov (država, ki jo je osnoval Atila), ime se uporablja kot posebna oblika imena za Madžarsko, je pa tudi sinonim za pokrajino, ki leži vzhodno od Donave |
| 1453 Fennia        | 1938 ED1       | latinsko ime za Finsko [H] |
| 1454 Kalevala      | 1936 DO        | Kalevala, finska epska pesnitev |
| 1455 Mitchella     | 1937 LF        | Maria Mitchell, ameriška astronomka [H] |
| 1456 Saldanha      | 1937 NG        | pristanišče Saldanha, Južna Afrika |
| 1457 Ankara        | 1937 PA        | Ankara, Turčija [H] |
| 1458 Mineura       | 1937 RC        | Adolphe Mineur, belgijski matematik [H] |
| 1459 Magnya        | 1937 VA        | ime je predlagal določevalec tirnice [H] |
| 1460 Haltia        | 1937 WC        | gora Haltitunturi možno je tudi, da ime izhaja iz finske beside haltia, kar pomeni škrat |
| 1461 Jean-Jacques  | 1937 YL        | Jean-Jacques, sin odkritelja [H] |
| 1462 Zamenhof      | 1938 CA        | Ludwik Lazarus Zamenhof, poljski zdravnik, filolog in začetnik umetnega jezika esperanta [H] |
| 1463 Nordenmarkia  | 1938 CB        | Nils Viktor Emanuel Nordenmark, švedski astronom [H] |
| 1464 Armisticia    | 1939 VO        | ob 21-letnici prve svetovne vojne in v upanje, da se bo svetovni mir nadaljeval [H] |
| 1465 Autonoma      | 1938 FA        | Avtonomna univerza Salvadorja (Universidad Autonoma de El Salvador), v priznanje za gostoljubnost, ki je je bil deležen Observatorij Hamburg [H] |
| 1466 Mündleria     | 1938 KA        | Max Mündler, nemški astronom [H] |
| 1467 Mashona       | 1938 OE        | Šona ljudstvo v Zimbabveju (takrat Rodezija) [H] |
| 1468 Zomba         | 1938 PA        | mesto Zomba v državi Malavi [H] |
| 1469 Linzia        | 1938 QD        | mesto Linz, Avstrija [H] |
| 1470 Carla         | 1938 SD        | Carla Ziegler, prijateljica odkritelja [H] |
| 1471 Tornio        | 1938 SL1       | Tornio, Finska |
| 1472 Muonio        | 1938 UQ        | Muonio, Finska |
| 1473 Ounas         | 1938 UT        | gora Ounastunturi |
| 1474 Beira         | 1935 QY        | mesto Beira, Mozambik [H] |
| 1475 Yalta         | 1935 SM        | Jalta, Ukrajina [H] |
| 1476 Cox           | 1936 RA        | J.-F. (Jean-François?) Cox, francoski astronom ? ([H] nima pojasnila) |
| 1477 Bonsdorffia   | 1938 CC        | Toivo Ilmari Bonsdorff, finski astronom in ustanovitelj Geodetskega inštituta Finske [H] |
| 1478 Vihuri        | 1938 CF        | A. Vihuri, finski lastnik ladij in podpornik umetnosti in znanosti [H] |
| 1479 Inkeri        | 1938 DE        | odkriteljeva vnukinja in nečakinja, tudi finsko področje Ingrija [H] |
| 1480 Aunus         | 1938 DK        | odkriteljev vnuk, tudi finsko področje Karelija [H] |
| 1481 Tübingia      | 1938 DR        | Tübingen, Nemčija, rojstni kraj Keplerja [H] |
| 1482 Sebastiana    | 1938 DA1       | Johann Sebastian Bach, nemški skladatelj [H] |
| 1483 Hakoila       | 1938 DJ1       | Kosti Johannes Hakoila, finski astronom in odkriteljev pomočnik [H] |
| 1484 Postrema      | 1938 HC        | latinski izraz za "zadnji", ker je bil zadnji odkriteljev odkriti asteroid (to ni ostalo resnično) [H] |
| 1485 Isa           | 1938 OB        | pomanjševalnica imena Marisa (imenoval je Massimo Cimino, italijanski astronom) [H] |
| 1486 Marilyn       | 1938 QA        | Marilyn Herget, hčerka Paula Hergeta, ameriški astronom [H] |
| 1487 Boda          | 1938 WC        | Karl Boda, nemški astronom [H] |
| 1488 Aura          | 1938 XE        | ([H] nima pojasnila) |
| 1489 Attila        | 1939 GC        | Atila |
| 1490 Limpopo       | 1936 LB        | reka Limpopo, Afrika [H] |
| 1491 Balduinus     | 1938 EJ        | latinska oblika imena Baldwin, v tem primeru se nanaša na kralja Baudouina Belgijskega [H] |
| 1492 Oppolzer      | 1938 FL        | Theodor von Oppolzer, avstrijski astronom [H] |
| 1493 Sigrid        | 1938 QB        | Sigrid, žena Daniela Strömgrena, dansko-ameriškega astronoma [H] |
| 1494 Savo          | 1938 SJ        | Savonia, pokrajina na Finskem [H] |
| 1495 Helsinki      | 1938 SW        | mesto Helsinki, Finska |
| 1496 Turku         | 1938 SA1       | mesto Turku, Finska, domači kraj odkritelja [H] |
| 1497 Tampere       | 1938 SB1       | mesto Tampere, Finska |
| 1498 Lahti         | 1938 SK1       | mesto Lahti, Finska |
| 1499 Pori          | 1938 UF        | mesto Pori, Finska |
| 1500 Jyväskylä     | 1938 UH        | mesto Jyväskylä, Finska |